# Manniva
Manniva is een plaats in de Estlandse gemeente Jõelähtme, provincie Harjumaa. De plaats heeft de status van dorp (Estisch: küla).

## Bevolking
Het dorp had 66 inwoners op 31 december 2011 en 111 inwoners op 31 december 2021.